# Heinrich Sauerwein
Heinrich Sauerwein (* 4. Juni 1903 in Friedlos; † 18. November 1969) war ein deutscher Politiker (SPD) und Abgeordneter der Verfassungberatenden Landesversammlung Groß-Hessen, einem Vorgänger des Hessischen Landtags.
Heinrich Sauerwein besuchte Volksschule, Volkshochschule und das Verwaltungsbeamten-Seminar und arbeitete bis 1933
als Verwaltungsbeamter. Nach der Machtergreifung 1933 wurde er entlassen und arbeitete 1934 bis 1945 als selbständiger Kaufmann.
Heinrich Sauerwein war seit 1926 Mitglied und Funktionär der SPD. 1945 bis 1946 war er ernannter Bürgermeister der Stadt Bad Hersfeld. Am 1. Juli 1946 trat er als erster frei gewählter Landrat des Kreises Hersfeld an.
Vom 15. Juli 1946 bis zum 30. November 1946 Mitglied der Verfassungberatenden Landesversammlung Groß-Hessen.

## Ehrungen
- 1953: Verdienstkreuz am Bande der Bundesrepublik Deutschland
- 1969: Verdienstkreuz 1. Klasse der Bundesrepublik Deutschland